# Astro Girl - 1
American Heroine "Astro Girl" SEASON-1 (アメリカンヒロイン　アストロガール　SEASON 1) es una película japonesa del 21 de diciembre de 2007, producida por Zen Pictures. El género es tokusatsu, acción y aventuras, con artes marciales, protagonizada por Delcea Mihaela Gabriela, como Astro Girl, y dirigido por Toru Kikkawa. Tiene una secuela (SEASON-2) que salió en el 2008.
El idioma es en japonés, pero también está disponible con subtítulos en inglés, en DVD o descargable por internet.

## Argumento
Nacida en un planeta lejano, una chica posee poderes sobrenaturales. Su nombre es Astro Girl. Ella es fuerte como el acero, y tiene la capacidad de volar. Ella vive una vida ordinaria como periodista de un periódico, pero su misión es cazar al más importante capo de la droga. Sin embargo, ella no ha llegado sola al planeta Tierra. El "Monstruo espacial Dosbellion" es un invasor que ha destruido el planeta Astro. Dosbellion luchará contra Astro Girl, y para ello se ayudará de un arma que dispara flechas capaces de atravesar el cuerpo de Astro Girl, porque son de una piedra llamada Minerva que se halla en el planeta Astro.